# Дворец Борхов (Варшава)
 Памятник культуры: регистрационный номер 302 от 1 июля 1965 года.
Дворец Борхов — памятник культуры. Находится в Варшаве на улице Мёдовой № 17/19.

## История
История дворца начинается в третьей четверти XVII века, когда на этом месте была построена деревянная резиденция Александра Полубинского, маршалка Великого Литовского княжества. В 1681 году участок перешёл во владение Вавжинца Водского, казначея нурской земли. В XVIII веке очередная смена владельцев, которым стал известный банкир барон Пётр де Рианкур.
Барон стал инициатором постройки в этом месте каменного дворца в барочном стиле. В 1768 году сын барона, Анджей, саксонский дипломат, продал дворец Яну Борху, коронному подканцлеру, позднее ливонскому воеводе и в конце карьеры великому коронному канцлеру. Новый хозяин перестроил дворец в соответствии с классическим стилем. Руководителем перестройки был Доминико Мерлини.
В 1800 году дворец был выкуплен у графа Михала Борха Людовиком Нести, кондитером, который открыл во дворце известную кондитерскую и ресторан. В 1810—1837 годах резиденция принадлежала семейству Кернеров. Эти строения купил для Кароля Кернера князь Юзеф Понятовский, в благодарность за поддержку, когда оба служили в австрийской армии. До 1830 года во дворце действовали ресторан и гостиница «Hotel d’Europe», директором которой был Шимон Ховот. Некоторое время в гостинице располагалась посольство России.
В 1837 году усадьба перешла в собственность Царства Польского. В её стенах расположился Александровский институт благородных девиц, позднее переехавший в Пулавы.
В 1843 году дворец стал резиденцией варшавского архиепископа и оставался ею до 2007 года.
Дворец сильно повреждён во время Варшавского восстания. После войны восстановлен в соответствии с проектом Станислава Маржынского в 1952-1953 годах и стал резиденцией примаса Польши.